# Wegscheid (Niemcy)
Wegscheid – gmina targowa w Niemczech, w kraju związkowym Bawaria, w rejencji Dolna Bawaria, w regionie Donau-Wald, w powiecie Pasawa. Leży około 25 km na północny wschód od Pasawy, przy granicy austriackiej i drodze B388.

## Dzielnice
W skład gminy wchodzą następujące dzielnice: Eidenberg, Kasberg, Meßnerschlag, Möslberg, Thalberg, Thurnreuth, Wegscheid, Wildenranna.

## Demografia
| Rok  | Liczba mieszk. |
| ---- | -------------- |
| 1970 | 5 135          |
| 1987 | 5 393          |
| 2000 | 5 705          |

## Polityka
Wójtem od 2002 jest Josef Lamperstorfer, jego poprzednikiem był Max Binder.

## Oświata
(na 1999)

W gminie znajduje się 150 miejsc przedszkolnych (161 dzieci) oraz szkoła podstawowa (20 nauczycieli, 367 uczniów).